# Grgo Gusić
Grgo Gusić (Gergo Guszich) (Hrvatske Šice pokraj Sambotela, 8. ožujka 1821. – Vulkaprodrštof pokraj Željezna, 12. rujna 1894.), gradišćanskohrvatski pučki pjesnik, učitelj i kantor. Poznat je kao autor pjesama kojih su teme dijelom događaji iz života njegove okoline i svakodnevice s notom humora. Motive je nalazio u povijesnim zbivanjima te vjerskim legendama. Skladao je i pjesme političkog sadržaja te crkvene pjesme, a pripisuje mu se čak i autorstvo nekih starih naslijeđenih i naučenih pjesama koje je kao kantor pjevao u crkvi.

## Životopis
Grgo Gusić je osnove učiteljskog metodičkog i didaktičkog umijeća počeo stjecati u Vasváru, a potom u Rábaszentmihályu, selima u današnjoj jugozapadnoj Mađarskoj gdje je pritom naučio i mađarski jezik. U Pinkafelju, na jugu austrijskoga Gradišća, boravio je do 1841. i tamo ovladao njemačkim jezikom. Kao pomoćni učitelj djelovao je u Vulkaprodrštofu do potkraj 1842. godine, a potom u Pandrofu na sjeveru Gradišća, gdje je i završio svoje učiteljsko naukovanje. U Šopronu je 1843. položio ispite za učitelja te potom do 1845. službovao u Cindrofu, zatim u mađarskom Vitnyédu pokraj Kapuvára do 1846. i onda u hrvatskim selima Šuševu do 1850. i Pajngrtu do 1855. te od 1856. do umirovljenja 1888. ponovno u Vulkaprodrštofu.
Grgo Gusić se dvaput ženio: nakon smrti prve supruge Marie, s kojom je imao dvoje djece, oženio se 1857. godine Theresom Buczich. U tom se braku rodilo desetero djece, koji su proslavili ime obitelji Gusić kao učitelji, svećenici, odgajatelji i upravitelji imanja.
Dana 11. studenoga 2002. općina Vulkaprodrštof otkrila je spomen-ploču kantorima i učiteljima Jakovu Dobroviću i Grgi Gusiću: spomen-ploča se nalazi u Marijanskoj kapeli na glavnoj ulici.

## Glazbena ostavština
Među rukopisima Grge Gusića nalazi se oko tisuću pjesama, od kojih nekoliko stotina duhovnih pjesama s pripadajućim melodijama: liturgijske i marijanske pjesme, pjesme za cijelu liturgijsku godinu, pjesme posvećene svecima, pjesme za vjenčanja i pogrebe, psalmi te molitvene pjesme za kišu, lijepo vrijeme i zaštitu od raznih prirodnih nepogoda. Od njegovih crkvenih pjesama poznate su Denas je dan crikveni, Bog je poslao andjela Gabrijela i Ave Marija. Gusićeva pisana ostavština nije u potpunosti istražena i opisana.

## Vanjske poveznice
- "Grgo+Gusić" Google Knjige Ingeborg Enislidis: Corpus musicae popularis Austriacae. 11 : Volksmusik im Burgenland. Spričanje, 2. Die Kantorenfamilie Guszich und ihre Handschriftensammlung, S. 50, 1999, Böhlau Verlag, Herausgegeben von: Walter Deutsch, ISBN 978-3-205-99096-3